# Rathausturm (Strathmiglo)

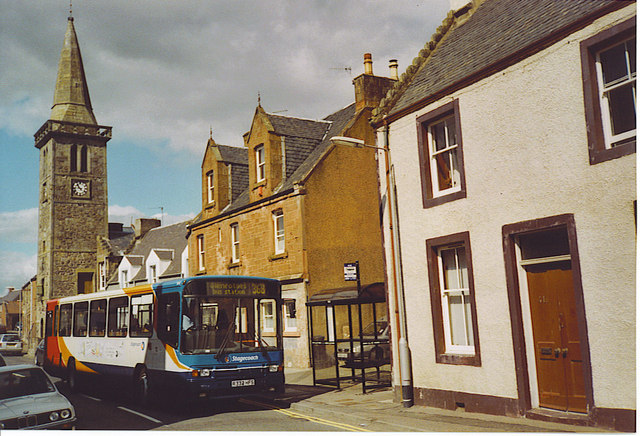
Rathausturm von Strathmiglo

Der Rathausturm von Strathmiglo befindet sich in der schottischen Ortschaft Strathmiglo in der Council Area Fife. 1973 wurde das Bauwerk als Einzeldenkmal in die schottischen Denkmallisten in der höchsten Kategorie A aufgenommen. Eine ehemalige zusätzliche Einstufung als Scheduled Monument wurde 2013 aufgehoben.

## Geschichte
Bereits 1509 wurde Strathmiglo als Burgh of Barony installiert. Das Rathaus zusammen mit dem Turm wurden 1734 errichtet. 14 Jahre später verlor Strathmiglo seine Burgh-Rechte. Die Turmglocke wurde 1766 von Lester & Pack gegossen. Ursprünglich befand sich das örtliche Gefängnis im Erdgeschoss des Turms. Das zugehörige Rathaus wurde in der Mitte des 19. Jahrhunderts abgebrochen und durch einen Neubau ersetzt. Dieser wurde zwischenzeitlich zu einem Wohnhaus umgebaut. Bis 1921 war die Turmuhr mit steinernen Zeigern ausgestattet.

## Beschreibung
Der Rathausturm steht an prominenter Position entlang der High Street im Zentrum Strathmiglos. Der sich leicht verjüngende, fünfstöckige Turm weist einen quadratischen Grundriss auf. Er ist im typischen regionalen Stil des 16. und 17. Jahrhunderts ausgestaltet. Natursteindetails heben sich von dem Bruchsteinmauerwerk ab. Schlichte Natursteinbänder grenzen die einzelnen Stockwerke optisch ab. An der Südseite führt ein rundbogiges, zweiflügliges Holzportal in das ehemalige Gefängnis. Entlang zweier Fassaden führt eine gewinkelte Treppe zu einem weiteren Eingang an der Ostseite des ersten Obergeschosses. Oberhalb der Turmuhren sind gepaarte Lanzettfenster eingelassen. Darüber läuft eine auskragende Brüstung um. Der Turm schließt mit einem spitzen Steinhelm.